# Onderscheidingen van het Nederlands Olympisch Comité

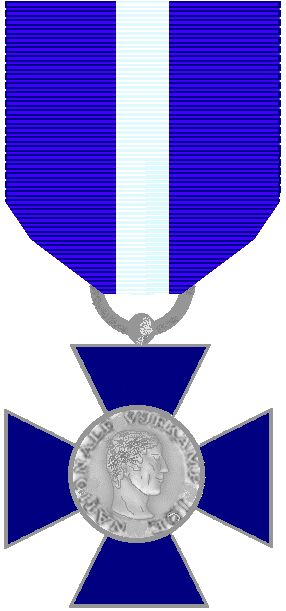
Vijfkampkruis

Het Nederlands Olympisch Comité heeft in de loop der jaren een aantal onderscheidingen ingesteld die door de Nederlandse regering zijn erkend. Deze onderscheidingen mogen op uniformen van de Nederlandse strijdkrachten en op uniformen van de ambtenaren  worden gedragen. Ze kregen daarom een plaats in de officiële Draagvolgorde van de Nederlandse onderscheidingen.
Een aantal van de sportieve onderscheidingen werd na de Tweede Wereldoorlog overgenomen door de Nederlandse Sport Federatie.
De onderscheidingen:
- Het Militaire Vijfkampkruis van het Nederlands Olympisch Comité 1931-1959
- De Medaille voor vaardigheidsproeven van het Nederlands Olympisch Comité 1914-1959
- De Erepenning van het Nederlandsch Olympisch Comité 1932-1962

Artikel 50 van het Algemeen Rijksambtenarenreglement stond ambtenaren toe om de medailles en het kruis op een uniform te dragen.